# Reinhard Kaiser-Mühlecker

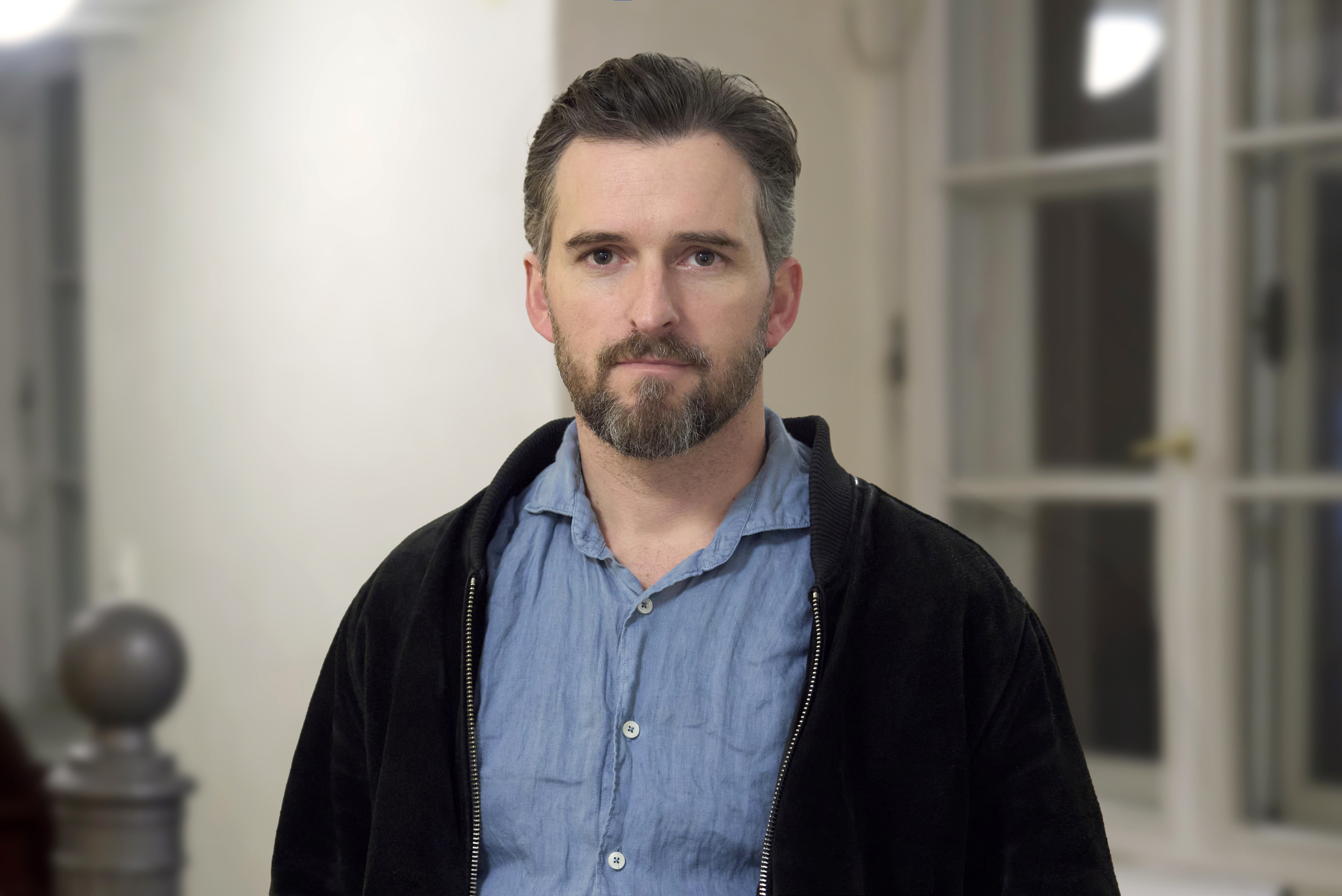
Reinhard Kaiser-Mühlecker bei einer Lesung am 27. November 2024 in Frankfurt am Main

Reinhard Kaiser-Mühlecker (* 10. Dezember 1982 in Kirchdorf an der Krems) ist ein österreichischer Schriftsteller.

## Leben
Kaiser-Mühlecker wuchs auf einem Gehöft in der Ortschaft Hallwang in der ländlichen Gemeinde Eberstalzell in Oberösterreich auf. Von 2003 bis 2007 studierte er Landwirtschaft, Geschichte und Internationale Entwicklung in Wien, es folgten längere Auslandsaufenthalte in Argentinien, Bolivien, Deutschland und Schweden.
2008 erschien sein Debütroman Der lange Gang über die Stationen. Noch vor Erscheinen erhielt er dafür den Literaturpreis der Jürgen-Ponto-Stiftung und ein Stipendium des Herrenhauses in Edenkoben. Kaiser-Mühleckers Roman Fremde Seele, dunkler Wald über das Dorfleben gelangte 2016 auf die Shortlist des Deutschen Buchpreises. Für seinen 2022 erschienenen Roman Wilderer wurde ihm überdies im selben Jahr der Bayerische Buchpreis verliehen.
2024 erhielt er für Brennende Felder den Österreichischen Buchpreis.

## Auszeichnungen (Auswahl)
- 2007: Literaturpreis der Jürgen Ponto-Stiftung
- 2007: Stipendium Herrenhaus Edenkoben
- 2008: Hermann-Lenz-Stipendium
- 2008: Österreichisches Staatsstipendium für Literatur
- 2009: Buch.Preis  der Arbeiterkammer und dem Linzer Brucknerhaus für Der lange Gang über die Stationen
- 2011: Stipendium des Landes Niedersachsen – Künstlerhof Schreyahn
- 2013: Kunstpreis Berlin  (Sparte Literatur)
- 2013: Outstanding Artist Award für Literatur
- 2014: Siegfried Lenz Fellowship, Ledig House, New York
- 2014: Literaturpreis des Kulturkreises der deutschen Wirtschaft[2]
- 2014: Adalbert-Stifter-Stipendium
- 2015: Stipendium des Deutschen Literaturfonds e. V.
- 2015: Comburg-Stipendium
- 2016: Shortlist Deutscher Buchpreis mit Fremde Seele, dunkler Wald
- 2017: New-York-Stipendium des Deutschen Literaturfonds e. V.
- 2020: Anton-Wildgans-Preis[3]
- 2022: Longlist zum Deutschen Buchpreis mit Wilderer[4]
- 2022: Bayerischer Buchpreis Belletristik für Wilderer
- 2022: Nominierung zum Österreichischen Buchpreis (Shortlist) mit Wilderer.
- 2024: Österreichischer Buchpreis mit Brennende Felder[5]

## Werke

### Romane
- Der lange Gang über die Stationen, Hoffmann und Campe Verlag, Hamburg 2008, ISBN 978-3-455-40104-2.
- Magdalenaberg, Hoffmann und Campe Verlag, Hamburg 2009, ISBN 978-3-455-40192-9.
- Wiedersehen in Fiumicino, Hoffmann und Campe Verlag, Hamburg 2011, ISBN 978-3-455-40309-1.
- Roter Flieder, Hoffmann und Campe Verlag, Hamburg 2012, ISBN 978-3-455-40423-4.[6]
- Schwarzer Flieder, Hoffmann und Campe Verlag, Hamburg 2014, ISBN 978-3-455-81243-5.
- Fremde Seele, dunkler Wald, S. Fischer, Frankfurt am Main 2016, ISBN 978-3-10-002428-2.
- Enteignung, S. Fischer, Frankfurt am Main 2019, ISBN 978-3-10-397408-9.
- Wilderer, S. Fischer, Frankfurt am Main 2022, ISBN 978-3-10-397104-0.[7]
- Brennende Felder, S. Fischer, Frankfurt am Main 2024, ISBN 978-3-10-397570-3.[8]

### Erzählungen
- Zeichnungen. Drei Erzählungen. S. Fischer, Frankfurt am Main 2015, ISBN 978-3-10-002407-7.

### Bühnenstücke
- Die Therapie. Ein Stück, Hoffmann und Campe Verlag, Hamburg 2011